# Gladys Lunn
Gladys "Sally" Anne Lunn, född 1 juni 1908 i England, död 3 januari 1988, var en brittisk friidrottare med medeldistanslöpning som huvudgren. Lunn blev guldmedaljör vid den III:e damolympiaden 1930 och var första världsmästare i terränglöpning och en pionjär inom damidrott.

## Biografi
Gladys Lunn föddes i Smethwick, metropolitan county West Midlands i centrala England. Hon var aktiv friidrottare och gick med i idrottsföreningen Birchfield Harriers i Birmingham.
1930 deltog hon vid damolympiaden i Prag, under idrottsspelen vann hon guldmedalj i löpning 800 meter.
Den 16 maj 1931 satte hon sitt första världsrekord på 1000 meter löpning vid tävlingar i London. Den 23 juni 1934 förbättrade hon världsrekordet vid tävlingar i Birmingham.
1934 deltog hon vid den IV:e damolympiaden i London där hon vann bronsmedalj på 800 meter, samma år deltog hon även vid British Empire Games där hon vann guldmedalj på 880 yards/800 meter med inofficiellt världsrekord. 1938 tävlade hon vid Empire Games i Sydney på 220 yards dock utan att ta medalj.
Åren 1930, 1931, 1932, 1934 och 1937 var hon brittisk mästare på 880 yards/800 meter samt brittisk mästare på 1 mile åren 1936 och 1937.
Lunn tävlade även i spjutkastning, hon vann guldmedalj vid British Empire Games 1934 i London (med inofficiellt världsrekord) och bronsmedalj 1938 vid spelen i Sydney. 1937 blev hon även brittisk mästare.
Lunn tävlade dessutom i terränglöpning och blev grenens första världsmästare under International Cross Country Championships-tävlingarna (föregångare till de officiellavärldsmästerskapen) den 22 mars 1931 (i Douai Nord-Pas-de-Calais) och den 19 mars 1932 (i Croydon, Surrey).
2012 upptogs Lunn i Oxford Dictionary of National Biography.